# Głowacz pręgopłetwy

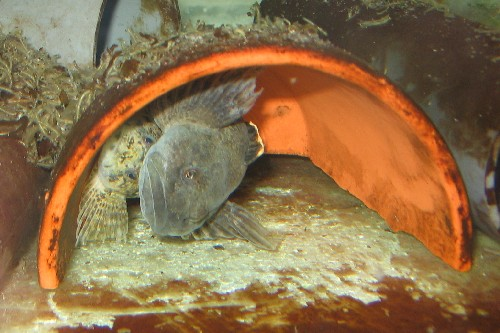
Głowacz pręgopłetwy ukryty w jamie doniczki

Głowacz pręgopłetwy (Cottus poecilopus) – gatunek drapieżnej, słodkowodnej ryby skorpenokształtnej z rodziny głowaczowatych (Cottidae).

## Występowanie
Zlewiska mórz Czarnego, Bałtyckiego, Północnego i Arktycznego. W Polsce występuje w górnym biegu Wisły i Odry oraz w ich górskich dopływach.
Zamieszkuje szybko płynące potoki z czystą, dobrze natlenioną wodą, czyste rzeki i jeziora z dnem piaszczystym lub żwirowym. Preferuje potoki górskie. Występuje np. w potoku płynącym Doliną Kościeliską w Tatrach i to niemal do samych źródeł. Jeziorowa forma w Polsce występuje w jeziorach Hańcza i Święcajty. W ostatnich latach odkryto liczne populacje tego gatunku w niektórych rzekach i strumieniach dorzecza Łeby. Toleruje wody słonawe.

## Cechy morfologiczne
Osiąga do 15 cm długości. Ciało krępe, lekko grzbietobrzusznie spłaszczone, zwężające się ku tyłowi, nagie (bez łusek). Szeroka głowa z dużym otworem gębowym w położeniu końcowym oraz wysoko osadzonymi oczami. Dwie płetwy grzbietowa, druga większa i dłuższa, szerokie płetwy piersiowe. Płetwy brzuszne wydłużone, sięgające poza otwór odbytowy, ich pierwszy promień jest silnie skrócony.
Na bokach występują ciemne, poprzeczne smugi. Od innych gatunków z rodzaju Cottus występujących w Europie różni się posiadaniem kolców o łopatkowatym kształcie oraz pręg na płetwach brzusznych (stąd jego nazwa).

## Odżywianie
Żywi się glonami, wieloszczetami, skorupiakami, ikrą i larwami innych ryb.

## Ochrona
Na terenie Polski gatunek był objęty ścisłą ochroną gatunkową. Od 2014 r. podlega ochronie częściowej.